# قانون أجهزة الاستخبارات 2001 (أستراليا)
قانون أجهزة الاستخبارات لعام 2001 (الإنجليزية: Intelligence Services Act 2001 (ISA))هو قانون صادر عن البرلمان الأسترالي، وقد أدخل تغييرات جوهرية على جهاز الاستخبارات الأسترالي (AIC). قدّم وزير الخارجية آنذاك ، ألكسندر داونر، مشروع القانون إلى البرلمان في 27 يونيو 2001. وأقرّ البرلمان القانون في 29 سبتمبر 2001، ودخل حيز النفاذ في 29 أكتوبر 2001.

## الاصلاحات
وقد أدخل القانون ثلاثة إصلاحات رئيسية:
- وفرت أساس قانوني لجهاز الاستخبارات السرية الأسترالي ومديرية الإشارات الأسترالية (التي كانت تسمى في ذلك الوقت مديرية إشارات الدفاع)، وكلاهما تم إنشاؤهما وتشغيلهما بموجب أمر تنفيذي .
- زيادة الصلاحيات لمنظمة الاستخبارات الأمنية الأسترالية، وASIS وDSD.
- أُنشئت اللجنة البرلمانية المشتركة المعنية بوكالة الاستخبارات الأمنية الأسترالية (ASIO) ووكالة الاستخبارات الأمنية الأسترالية (ASIS) وجهاز الأمن الوطني الأسترالي (DSD) لتحل محل اللجنة البرلمانية المشتركة السابقة المعنية بوكالة الاستخبارات الأمنية الأسترالية (ASIO) (التي شُكِّلت عام 1988) واللجنة المشتركة المختارة المعنية بأجهزة الاستخبارات. عُيِّنت اللجنة في مارس 2002. ووُسِّع نطاق اختصاصها اعتبارًا من 1 يوليو 2004ليشمل مكتب الاستخبارات الدفاعية (DIO) ووزارة الاستخبارات الدفاعية الأسترالية (DIGO) ووكالة الاستخبارات الوطنية الأسترالية (ONA)، وذلك بناءً على توصيات لجنة التحقيق في الفيضانات. وفي 2 ديسمبر 2005، غُيِّر اسم اللجنة إلى اللجنة البرلمانية المشتركة المعنية بالمخابرات والأمن (PJCIS).

## روابط خارجية
- قانون أجهزة الاستخبارات لعام 2001
- حماية خصوصية AIC من المفتش العام للاستخبارات والأمن